# Community Cyberinfrastructure for Advanced Microbial Ecology Research and Analysis
Community Cyberinfrastructure for Advanced Microbial Ecology Research and Analysis（略称：CAMERA）とはメタゲノミクスデータ解析のためにホストされたソフトウェアツールとハイパフォーマンスコンピューティング基盤を提供するオンラインクラウドコンピューティングサービスである。このプロジェクトは2006年1月にCalit2のフラッグシッププロジェクトとして発表された。

## 役割
このプロジェクトはクラスタコンピューティングや動作させるためのハイパフォーマンスコンピューティング基盤を提供することにより最適化されたカスタムバイオインフォマティクスツールセットを開発している一般の研究コミュニティの独立メンバーが生成した蓄積されているメタゲノムデータの大規模リポジトリでゲノム研究を加速させるのが目的である。
CAMERAはまた科学者がヴェンター研究所のグローバル・オーシャン・サンプリング・エクスペディションにあるデータにアクセスし仕事に使うことを支援している。2007年、GOSのデータセットがこれまで最大規模のパブリックドメインとして公開された。また、公式サイトに他の多くのデータセットがダウンロードできる。
ゴードン・アンド・ベティ・ムーア財団がこのプロジェクトに2006年1月から7年で2450万ドルの研究助成金を出資している。

## 歴史
設立時、CAMERAの役割は海洋微生物のゲノム研究に主眼を置いていた。後に役割を拡大し地球生態学を含めることにし、当初のプロジェクト名だった「Community Cyberinfrastructure for Advanced Marine Microbial Ecology Research and Analysis」から海洋を意味する「Marine」を省いた。

## 人物
CAMERAの首脳陣は以下の通り:
- 主任研究員 ラリー・スマール（英語版） (UCSD)
- 常務取締役 ポール・ギルナ (UCSD)